# IC 3923
IC 3923 је двојна звијезда у сазвјежђу Ловачки пси која се налази на листи објеката дубоког неба у Индекс каталогу.
Деклинација објекта је + 37° 57' 23" а ректасцензија 12h 57m 0,9s.

## Најближи NGC/IC објекти
Слједећи списак садржи десет најближих NGC/IC објеката.
| Ime      | Udaljenost od IC 3923 (uglovnih minuta) | Rektascenzija (J2000) | Deklinacija (astronomija) (J2000) | Tip                      |
| -------- | --------------------------------------- | --------------------- | --------------------------------- | ------------------------ |
| IC 3922  | 0,52                                    | 12h 56m 57,5s         | +38° 28′ 43″                      | spiralna galaksija (S0)  |
| IC 3898  | 0,55                                    | 12h 55m 23,8s         | +37° 35′ 0″                       | eliptična galaksija (E5) |
| IC 3919  | 0,63                                    | 12h 56m 48,7s         | +38° 35′ 19″                      | kompaktna galaksija (C)  |
| IC 3916  | 0,67                                    | 12h 56m 31,2s         | +38° 36′ 51″                      | spiralna galaksija (S)   |
| IC 3921  | 0,68                                    | 12h 56m 56,7s         | +38° 38′ 24″                      | spiralna galaksija (S)   |
| IC 4010  | 0,73                                    | 12h 59m 53,9s         | +37° 51′ 34″                      | spiralna galaksija (S)   |
| IC 3956  | 0,74                                    | 12h 58m 56,4s         | +37° 23′ 55″                      | kompaktna galaksija (C)  |
| IC 3930  | 0,81                                    | 12h 57m 22,4s         | +38° 45′ 53″                      | spiralna galaksija (S)   |
| IC 3893  | 0,82                                    | 12h 55m 7,6s          | +38° 37′ 28″                      | spiralna galaksija (S)   |
| NGC 4868 | 0,84                                    | 12h 59m 9,0s          | +37° 18′ 34″                      | spiralna galaksija (Sab) |